# Trichogalumna madagassica
Trichogalumna madagassica är en kvalsterart som beskrevs av Sandór Mahunka 1996. Trichogalumna madagassica ingår i släktet Trichogalumna och familjen Galumnidae. Inga underarter finns listade i Catalogue of Life.